# Cabell County
Cabell County ist ein County im US-Bundesstaat West Virginia der Vereinigten Staaten. Der Verwaltungssitz (County Seat) ist Huntington. Das U.S. Census Bureau hat bei der Volkszählung 2020 eine Einwohnerzahl von 94.350 ermittelt.

## Geographie
Das County liegt im Südwesten von West Virginia, grenzt im Westen an Ohio, wobei die Grenze durch den Ohio River gebildet wird, und hat eine Fläche von 746 Quadratkilometern, wovon 17 Quadratkilometer Wasserfläche sind. Es grenzt im Uhrzeigersinn an folgende Countys: Mason County, Putnam County, Lincoln County, Wayne County, Lawrence County (Ohio) und Gallia County (Ohio).

## Geschichte
Cabell County wurde am 2. Januar 1809 aus Teilen des Kanawha County gebildet. Benannt wurde es nach William H. Cabell, einem Richter und Gouverneur von Virginia.
In der Opioid-Epidemie war Cabell County laut Statistiken von 2013 bis einschließlich 2017 das County der USA mit der höchsten Quote an Toten durch das Betäubungsmittel Fentanyl. 62,9 Menschen pro 100.000 Einwohner starben hier im Schnitt jährlich an der Droge.

## Demografische Daten

Alterspyramide des Cabell County

Nach der Volkszählung im Jahr 2000 lebten im Cabell County 96.784 Menschen in 41.180 Haushalten und 25.490 Familien. Die Bevölkerungsdichte betrug 133 Einwohner pro Quadratkilometer. Ethnisch betrachtet setzte sich die Bevölkerung zusammen aus 93,37 Prozent Weißen, 4,29 Prozent Afroamerikanern, 0,18 Prozent amerikanischen Ureinwohnern, 0,77 Prozent Asiaten, 0,04 Prozent Bewohnern aus dem pazifischen Inselraum und 0,20 Prozent aus anderen ethnischen Gruppen; 1,14 Prozent stammten von zwei oder mehr Ethnien ab. 0,68 Prozent der Bevölkerung waren spanischer oder lateinamerikanischer Abstammung.
Von den 41.180 Haushalten hatten 25,2 Prozent Kinder und Jugendliche unter 18 Jahre, die bei ihnen lebten. 47,1 Prozent waren verheiratete, zusammenlebende Paare, 11,6 Prozent waren allein erziehende Mütter, 38,1 Prozent waren keine Familien, 31,3 Prozent waren Singlehaushalte und in 12,5 Prozent lebten Menschen im Alter von 65 Jahren oder darüber. Die Durchschnittshaushaltsgröße betrug 2,27 und die durchschnittliche Familiengröße lag bei 2,85 Personen.
Auf das gesamte County bezogen setzte sich die Bevölkerung zusammen aus 20,0 Prozent Einwohnern unter 18 Jahren, 13,5 Prozent zwischen 18 und 24 Jahren, 26,8 Prozent zwischen 25 und 44 Jahren, 23,6 Prozent zwischen 45 und 64 Jahren und 16,0 Prozent waren 65 Jahre alt oder darüber. Das Durchschnittsalter betrug 38 Jahre. Auf 100 weibliche Personen kamen 91,4 männliche Personen. Auf 100 Frauen im Alter von 18 Jahren oder darüber kamen statistisch 88,5 Männer.
Das jährliche Durchschnittseinkommen eines Haushalts betrug 28.479 USD, das Durchschnittseinkommen der Familien betrug 37.691 USD. Männer hatten ein Durchschnittseinkommen von 31.780 USD, Frauen 22.243 USD. Das Prokopfeinkommen betrug 17.638 USD. 13,7 Prozent der Familien und 19,2 Prozent der Bevölkerung lebten unterhalb der Armutsgrenze. Davon waren 24,6 Prozent Kinder oder Jugendliche unter 18 Jahre und 10,8 Prozent waren Menschen über 65 Jahre.

## Ortschaften im Cabell County
City
- Huntington

Town
- Milton

Village
- Barboursville

Census-designated places (CDP)
- Culloden
- Lesage
- Pea Ridge
- Salt Rock

Andere Unincorporated Communities
| - Brownstown - Clover - Fudges Creek - Hodges - Indian Meadows | - Inez - Johnson - Melissa - Ona - Prairietown | - Reid - Roach - Sarah - Swann - Wilson |